# 本白根第3グランド
本白根第3グランド（もとしらねだいさんぐらんど）は、群馬県草津町にある球技場である。1987年完成。スタジアムは1000人程度（ベンチ式）のメインスタンドのみ。
リエゾン草津（現・ザスパクサツ群馬）が結成された1995年当初から、同チームのホームスタジアムとして群馬県リーグや関東社会人リーグで使用された。2002年にザスパ草津に改称し、2004年JFLに昇格した際、そのままではJFLの開催規格（最低で5000人以上収容程度が必要）に足りないので、鉄骨製の簡易スタンドを建設することも検討されたが断念した経緯がある。
しかし、同年10月23日に佐川印刷サッカー部戦を開催することが決定。試合当日はそれぞれゴール裏に特設スタンド3000席を設え、4000人収容の特設スタジアムとして開催し、有料入場者2,174名の盛況を見せた。ところが2005年9月になって、この開催終了後仮設席を草津町が使うことを前提にして500万円の助成を受けたにも拘らず、実際のところは業者からレンタルし、試合終了後返却していたことが明らかになった。この為草津町は協約違反として助成金の返還を求めるように訴えている。
2005年からJサテライトリーグ参戦を目的に結成された「ザスパチャレンジャーチーム→ザスパU-23（第1種のアマチュア登録選手チーム）」の本拠地として使用されている。
なお、近接地には第1、第2、第4グランドも整備されており練習などに用いられている。
2011年、人工芝化されたが第4グランドは天然芝のままで使用されており、2020年にザスパ草津チャレンジャーズが関東サッカーリーグに昇格した際には第3、第4グランドと若干離れた小雨グランドでホームゲームを開催している。